# Winnica (powiat pułtuski)
Winnica – wieś w Polsce położona w województwie mazowieckim, w powiecie pułtuskim, w gminie Winnica. Ma status sołectwa.
W latach 1975–1998 miejscowość należała administracyjnie do województwa ciechanowskiego. Miejscowość jest siedzibą gminy Winnica.
Przez miejscowość przepływa rzeka Niestępówka, dopływ Narwi.

## Historia
Pierwsza wzmianka o wsi Wynnyca pochodzi z 1240. Kolejna z roku 1424 zwie ją Winnicza. Nazwę tę nadawano zaroślom, z których wycinano gałęzie na tak zwane winniki, czyli miotełki używane w łaźniach. Od XII wieku wieś Winnica należała do dóbr ziemskich biskupstwa płockiego, natomiast po zeświecczeniu jego dóbr około 1800 roku stała się własnością rządową.
Na terenie wsi znajduje się kościół parafialny pod wezwaniem Świętej Trójcy.